# HC Wateringse Veld
HC Wateringse Veld  (HCWV) is een hockeyclub uit het stadsdeel Escamp in de Nederlandse stad Den Haag. De clubnaam is vernoemd naar de gelijknamige woonwijk Wateringse Veld die vanaf eind jaren 1990 werd gebouwd.
De club werd opgericht op 21 mei 2003. In het seizoen 2012/13 beschikte de club over vrijwel alleen eigen jeugd. Het terrein van HCWV was gevestigd aan de Noordweg 74H en de club beschikt dan over twee zandvelden en deelt een clubhuis met een BSO.
Vanaf het seizoen 2014/15 is er voor het eerst een seniorenteam, te weten Dames 1 om vervolgens twee seizoenen later 2016/17 ook een Heren 1 team te hebben opgericht. Binnen de vereniging worden zowel regulier veldhockey als de mixsport trimhockey beoefend.
In 2016 is de club verhuisd van de locatie aan de Noordweg in Den Haag naar het einde van de Leyweg. Deze accommodatie heeft een waterveld en twee zand-ingestrooide kunstgrasvelden. In de zomer van 2017 is het nieuwe clubhuis opgeleverd en heeft de club een eigen ruimte.